# Magnus von Dernath
Magnus Graf von Dernath (* 13. August 1765 auf Gut Hasselburg; † 15. April 1828 in Kopenhagen) war ein deutsch-dänischer Verwaltungsjurist, dänischer Diplomat und Lübecker Domherr.

## Leben
Magnus von Dernath stammte aus der holsteinischen Linie der Grafen von Dernath und war ein Sohn des Landrats Friedrich Otto von Dernath (1734–1805) auf Hasselburg, Övelgönne, Perdöl, Åkær und Dybvad, und seiner ersten Frau Elisabeth Christina (1744–1770), geb. von Plessen. Über seine Schwester Sophie Luise Charlotte, die Carl Ludwig von Baudissin heiratete, stand er dem Emkendorfer Kreis nahe.
Am 25. Februar 1777 erhielt er auf Präsentation von Wolf Blome eine Präbende im Lübecker Domkapitel, die zuvor Henning Benedikt von Rumohr innegehabt hatte. Bei der Säkularisation des Hochstifts im Reichsdeputationshauptschluss 1803 behielt er seine Privilegien und Einkünfte auf Lebenszeit.
Er studierte Rechtswissenschaften an den Universitäten Göttingen und Kiel sowie im Rahmen einer Grand Tour in Genf und Straßburg.

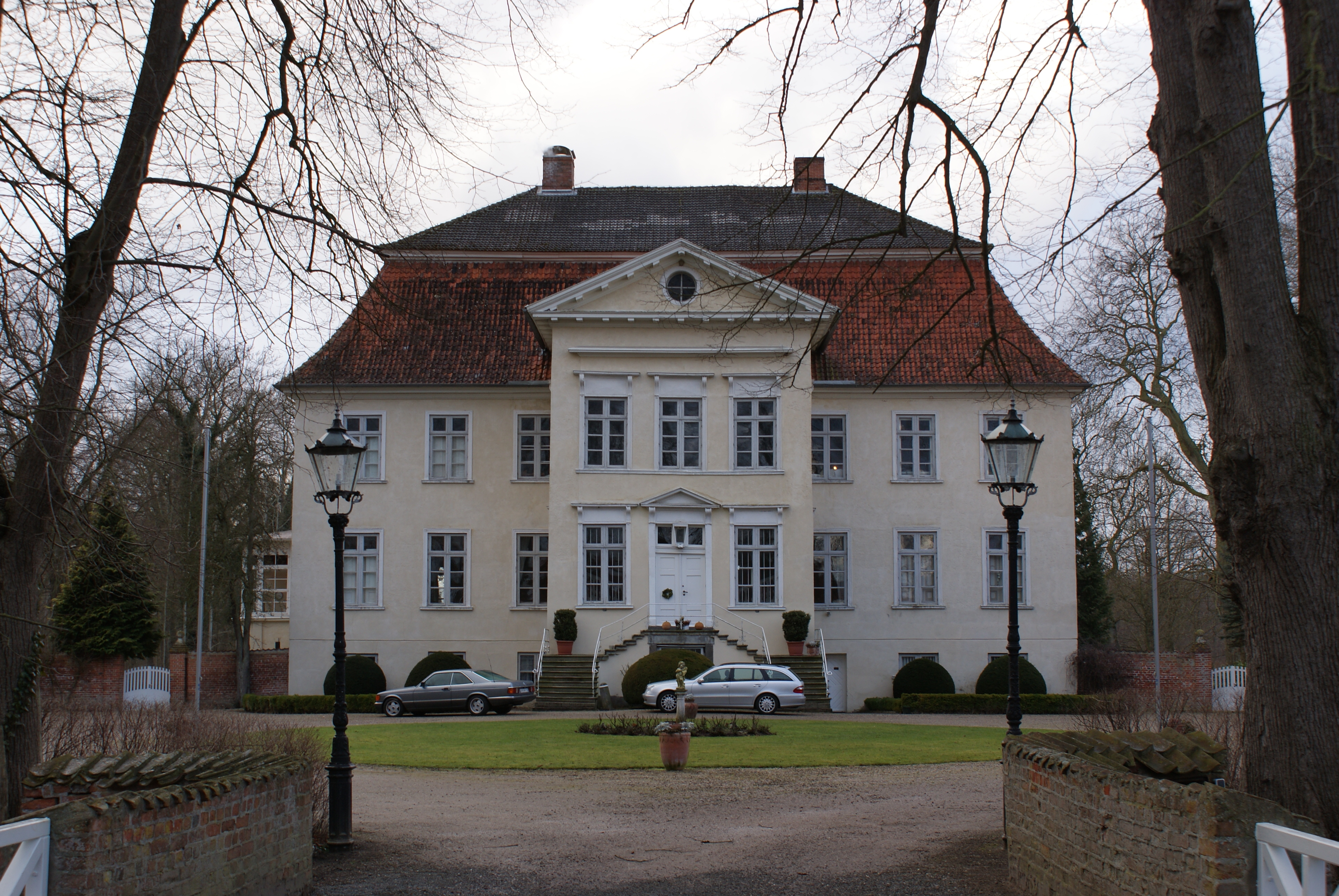
Herrenhaus Hasselburg

1786 kam er nach Kopenhagen, wo er im Jahr darauf auf Empfehlung seines Schwiegervaters Andreas Peter von Bernstorff Auskultant in der Rentekammer (dem dänischen Finanzministerium) wurde. Von 1788 bis 1810 war er Deputierter im General-Landes-Ökonomie und Kommerzkollegium (vergleichbar einem heutigen Wirtschaftsministerium) in Kopenhagen. 1790 wurde er königlich dänischer Kammerherr; 1794/95 war er diensthabender Kammerherr bei König Christian VII. Da die Kosten des Lebens am Hof seine Mittel überschritten, zog er sich auf das Gut Åkær zurück. Von 1794 bis 1799 besaß er auch Antvorskov und Falkenstein, die er an Constantin Brun verkaufte. 1801 pachtete er das väterliche Gut Hasselburg. 1805 erbte er dieses und ließ dessen Herrenhaus-Fassade klassizistisch erneuern.
Im Zuge der Bedrohung Dänemarks durch die Koalitionskriege wurde Dernath politisch wieder aktiv. 1808 wurde er Feldkommissar für Holstein und blieb von 1808 bis 1809 in Altona. Hier verhandelte er unter anderem mit Marschall Bernadotte.
Die auf diese Weise gewonnenen diplomatischen Erfahrungen führte er fort, als er nach dem Frieden von Jönköping, der am 10. Dezember 1809 den Dänisch-Schwedischen Krieg beendete, zum dänischen Botschafter in Stockholm berufen wurde. Diese Mission übte er von Januar 1810 bis April 1812 aus. Zeitweilig assistierte ihm sein Neffe Wolf Heinrich von Baudissin. In den Thronfolgediskussionen nach dem Tod von Christian August von Schleswig-Holstein-Sonderburg-Augustenburg (1768–1810) sprach er sich für eine dänische Lösung aus. Nachdem Bernadotte zum Kronprinzen erklärt worden war, sah Dernath eine schwedisch-russische Annäherung sowie die Gefahren daraus für Dänemark voraus. Bald darauf wurde er auch wegen einiger unvorsichtiger Meinungsäußerungen nach Kopenhagen zurückgerufen.
Von 1812 bis 1815 vertrat er Dänemark als Gesandter am sächsischen Hof in Dresden. 1816 verlor er Hasselburg durch Konkurs.
Von 1816 bis 1825 war er dänischer Botschafter in Madrid. Seine Rückberufung erfolgte im Zusammenhang mit der Absetzung des spanischen Außenministers und Regierungschefs Francisco Cea Bermúdez.
Nach dem Tod des dänischen Außenministers Niels Rosenkrantz 1824 war er vorübergehend als sein Nachfolger im Gespräch.
Er war seit 1787 mit Sophie Magdalene Charlotte, geb. Komtesse Bernstorff (* 9. Mai 1770 in Kopenhagen; † 30. Oktober 1841 in Dresden-Neustadt) verheiratet, einer Tochter von Andreas Peter von Bernstorff und Henriette Katharina zu Stolberg-Stolberg (1747–1782) und engen Freundin von Friederike Brun. Friederike Brun schrieb ihr  An meine Freundinn Charlotte, Gräfin von Dernath, geborne Bernstorf. Die Tochter des Paares Elise (1789–1867) heiratete 1806 ihren Onkel Christian Günther von Bernstorff.
Mit Magnus Graf von Dernath erlosch 1828 die holsteinisch-dänische Linie der Grafen von Dernath im Mannesstamm.

## Auszeichnungen
- Dannebrogorden

Kommandeur 1809
Großkreuz 1811
- Titel Geheimer Konferenzrat 1817